# 特罗斯特不对称烯丙位烷化反应
特罗斯特不对称烯丙位烷化反应（Trost asymmetric allylic alkylation，缩写AAA），由 巴里·特罗斯特 报道。
烯丙位带有离去基团的底物在钯和手性配体（特罗斯特配体）作用下，与亲核试剂（如醇、酚、胺、酞酰亚胺、水、烯胺）反应对映选择性（构型翻转）地生成相应的烯丙位取代产物。

## 反应底物范围
目前已报道的烯丙基烷基化反应的底物类型包括烯丙基氯代物和溴代物、烯丙基醋酸酯和磷酸酯、烯丙基叔丁氧基碳酸酯以及烯丙基吡咯烷

## 反应机理
钯(Ⅱ)与手性膦配体（如特罗斯特配体）作用，原位产生零价钯。钯与烯烃配位，生成η2 π-烯丙-Pd0 π配合物。接着发生氧化加成，离去基团离去，生成η3 π-烯丙-PdII 物种。
然后有两种途径：
- 对于软亲核试剂，亲核试剂加到烯丙位的远端碳上，得到η2 π-烯丙-Pd0 络合物，并发生解配得到最终产物
- 对于硬亲核试剂，亲核试剂则进攻金属原子，然后再通过还原消除得到最终产物

## 变体
1、Helmchen 发展的以铱催化的不对称烷化反应：
2、累积二烯底物，AAA-Wagner-Meerwein 串联反应，完成扩环
3、联苯和葑醇类不对称配体

## 应用
1、用于加兰他敏（galanthamine）和吗啡的全合成
- 反应条件：2.5 mol% Pd2dba3、7.5 mol% (S,S) 特罗斯特配体、三乙胺，溶剂二氯甲烷，室温
- 产物：芳醚的(−)-对映体，产率64%，ee77%